# Šlapadlo

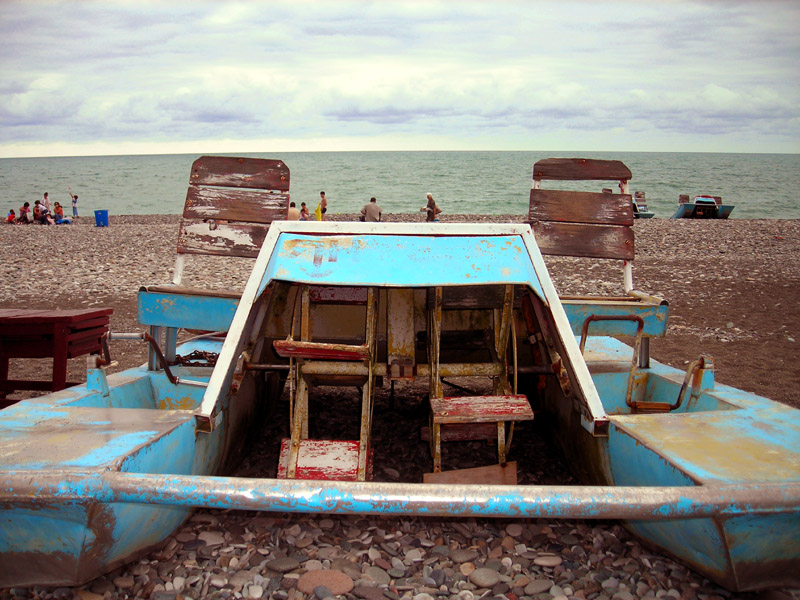
Starší šlapadlo na břehu Černého moře

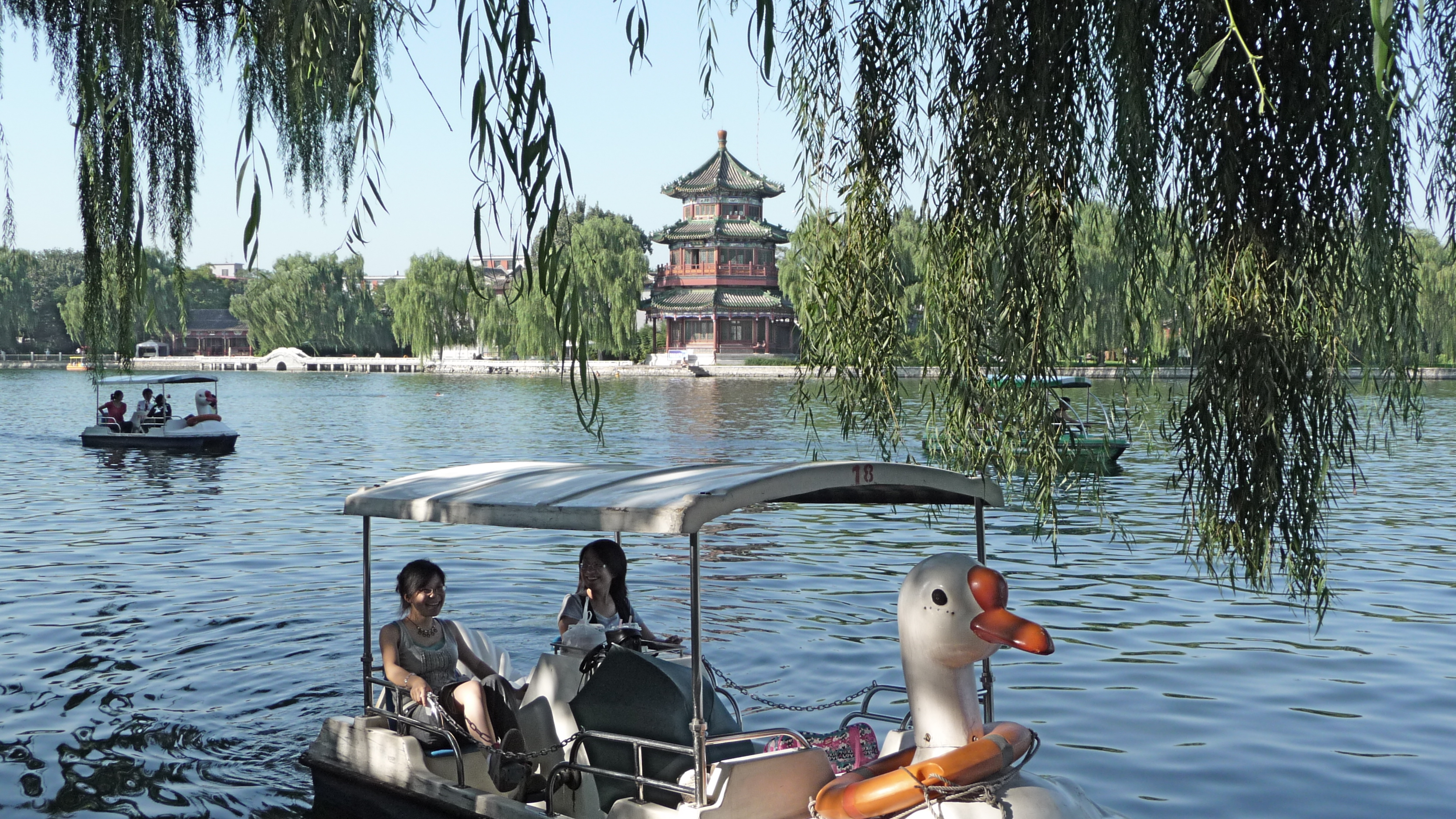
Šlapadlo se stříškou v Pekingu

Šlapadlo, přesněji vodní šlapadlo je druh vodního plavidla poháněného lidskou silou.

## Konstrukční řešení
Jedná se obvykle o dva spojené plováky se s jedním nebo více sedadly. Šlapáním na pedály, které někdy mají podobu klikové hřídele, vzniká síla; ta přímo nebo přes převod otáčí kolesem (méně často lodním šroubem), které plavidlo uvádí do pohybu.
Šlapadla jsou využívána převážně pro rekreaci.

## Jiné významy
Šlapadlo může též být:
- fitness nebo rehabilitační stroj s pedály[1]
- pedál na jízdním na kole[2]

## Předchůdci

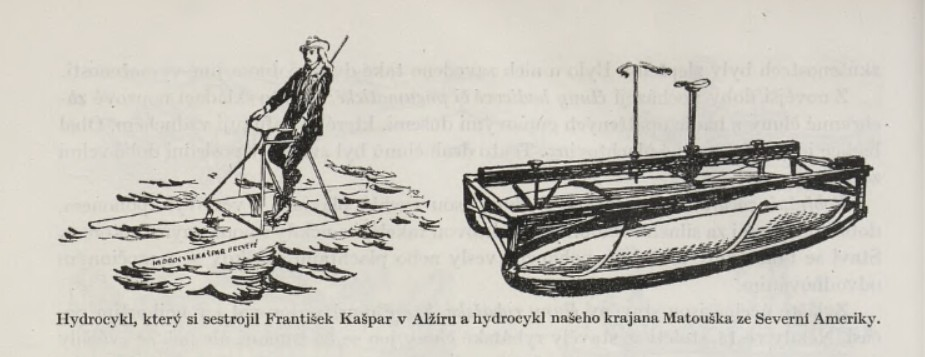
Vodní velociped, 90. léta 19. století

Tvůrci předchůdců dnešních vodních šlapadel (koncem 19. a v první polovině 20. století) se obvykle inspirovali konstrukcí jízdního kola, jehož rám byl připevněn na plováky. Tato zařízení se nazývala vodní velociped, případně hydrocykl. Výraz vodní velociped znal již Jan Neruda.